# DLL injection
DLL injection é um método usado para executar código dentro do espaço de endereçamento de outro processo carregando uma biblioteca dinâmica (DLL) externa. Embora DLL injection seja frequentemente usada por programas externos para razões perversas, há usos legítimos para ela, incluindo estender o comportamento de um programa que seus autores não esperavam ou originalmente planejaram. 